# Orb (řeka)
Orb je řeka na jihu Francie (Midi-Pyrénées, Languedoc-Roussillon). Její celková délka je 135,4 km. Plocha povodí měří 1585 km² a zasahuje na území dvou departementů (Aude, Aveyron).
Podle řeky je pojmenováno šest obcí La Tour-sur-Orb, Cessenon-sur-Orb, Colombières-sur-Orb, Lignan-sur-Orb, Le Poujol-sur-Orb a Bousquet-d'Orb.

## Průběh toku
Pramení ve Francouzském středohoří v části zvané Escandorgue v nadmořské výšce 820 m na území obce Cornus pod horou Bouviala. Na území obcí Ceilhes-et-Rocozels a Avène naplňuje přehradní nádrž Avène a dále pokračuje Orbskou soutěskou u obce Bousquet-d'Orb. U obce Bédarieux obtéká masív Faugères. Dále protéká termálními lázněmi Lamalou-les-Bains a skrze Faugères směřuje k obci Cessenon-sur-Orb, kde vtéká do pobřežní nížiny. Pokračuje přes Béziers, křižuje Canal du Midi a v obci Valras-Plage ústí v přímořském letovisku do Lvího zálivu Středozemního moře.

### Přítoky
Větší přítoky od pramene k ústí zachycuje tabulka:
| Řeka        | Místo soutoku     | Strana přítoku | Délka (km) |
| ----------- | ----------------- | -------------- | ---------- |
| Graveson    | Le Bousquet-d'Orb | levá           | 12,9       |
| Mare        | Hérépian          | pravá          | 29,4       |
| Héric       | ?                 | pravá          | 13,9       |
| Jaur        | Mons-la-Trivalle  | pravá          | 30         |
| Vernazobres | Cessenon-sur-Orb  | pravá          | 24,3       |
| Rieutort    | ?                 | levá           | 17,9       |
| Taurou      | ?                 | levá           | 24,9       |
| Lirou       | ?                 | pravá          | 29,6       |

## Vodní režim
Zdrojem vody jsou převážně dešťové srážky. Nejvíce vody má řeka v zimě a nejméně v létě. Průměrný průtok vody činí u Béziers 23,7 m³/s. Maximální průměrný měsíční průtok činí 40,6 m³/s v lednu a minimální 5,33 m³/s v srpnu.

## Využití

### Osídlení
Protéká obcemi les Aires, Avène, Bédarieux, Béziers, le Bousquet-d'Orb, Causses-et-Veyran, Cazouls-lès-Béziers, Ceilhes-et-Rocozels, Cessenon-sur-Orb, Le Clapier, Colombières-sur-Orb, Cornus, Fondamente, Hérépian, Joncels, Lamalou-les-Bains, Lignan-sur-Orb, Lunas, Maraussan, Mons, Murviel-lès-Béziers, le Poujol-sur-Orb, Romiguières, Roquebrun, Roqueredonde, Saint-Martin-de-l'Arçon, Sauvian, Sérignan, Thézan-lès-Béziers, la Tour-sur-Orb, Valras-Plage, Vieussan, Villeneuve-lès-Béziers.